# Папуга-бронзоголов
Папуга-бронзоголов (Psittacella) — рід птахів родини папугових. Всі птахи цього роду є ендеміками Нової Гвінеї.

## Види
Виділяють чотири види папуг-бронгологовів:
- Папуга-бронзоголов великий (Psittacella brehmii)
- Папуга-бронзоголов зеленоволий (Psittacella madaraszi)
- Папуга-бронзоголов малий (Psittacella modesta)
- Папуга-бронзоголов середній (Psittacella picta)